# Дялу-Фрумос (Гирда-де-Сус, Алба)
Дялу-Фрумос (рум. Dealu Frumos) — село у повіті Алба в Румунії. Входить до складу комуни Гирда-де-Сус.
Село розташоване на відстані 341 км на північний захід від Бухареста, 73 км на північний захід від Алба-Юлії, 67 км на південний захід від Клуж-Напоки, 147 км на північний схід від Тімішоари.

## Населення
За даними перепису населення 2002 року у селі проживали 73 особи, усі — румуни. Усі жителі села рідною мовою назвали румунську.